# 塔斯卡羅拉 (紐約州)
塔斯卡羅拉（英語：Tuscarora）是一個位於美國紐約州斯托本縣的鎮。

## 人口
根據2020年美國人口普查的數據，塔斯卡羅拉的面積為97.68平方千米，當中陸地面積為97.46平方千米，而水域面積為0.22平方千米。當地共有人口1388人，而人口密度為每平方千米14人。